# Rock 'Til You Drop (VHS)
Rock 'Til You Drop è un video in formato VHS pubblicato dal gruppo inglese Status Quo nel 1991.

## Il VHS
È il rapporto fedele di uno dei tanti record conseguiti dalla longeva band inglese, qui alle prese con lo svolgimento di un mini-tour di mezza giornata in quattro diverse città del Regno Unito, il 21 settembre del 1991.
Il video mostra la certosina programmazione dell'evento da parte del management della band, con spostamenti organizzati in aereo, elicottero ed automobile, partendo dalla città di Sheffield, per passare alla scozzese Glasgow, poi Birmingham e, per finire, la Wembley Arena di Londra.
In totale, quattro concerti (nel video ne vengono riportati ampi spezzoni) nel tempo record complessivo di 11 ore ed 11 minuti, attestati con certificazione consegnata alla esausta band alla fine della giornata e riconosciuti dal libro guiness dei primati del 1991.

## Tracce
Brani estratti dal concerto di Sheffield:
- Mystery Medley (medley composto da: Mystery Song, Railroad, Most of the Time, Wild Side of Life, Rollin' Home, Again and Again, Slow Train)

Brani estratti dal concerto di Glasgow:
- Down, Down
- Roll Over Lay Down

Brani estratti dal concerto di Birmingham:
- Little Lady
- Whatever You Want

Brani estratti dal concerto di Wembley:
- Rockin' All Over the World
- Burning Bridges
- Bye Bye Johnny

## Formazione
- Francis Rossi (chitarra solista, voce)
- Rick Parfitt (chitarra ritmica, voce)
- Andy Bown (tastiere)
- John 'Rhino' Edwards (basso, voce)
- Jeff Rich (percussioni)